# 1987年11月逝世人物列表
1987年逝世人物列表：1月 - 2月 - 3月 - 4月 - 5月 - 6月 - 7月 - 8月 - 9月 - 10月 - 11月 - 12月
1987年11月逝世人物列表，是用於匯總1987年11月期間逝世人物的列表。

## 依日期排序

### 1日
- 卡麥隆·科博爾德，83歲，英國銀行家，英格蘭銀行行長。[1]
- 利奥·戈德堡，74歲，美國天文學家（太阳物理学），癌症。[2]
- 柳在夏，25歲，韓國歌手和詞曲作者，車禍。
- René Lévesque，65歲，加拿大政治家，魁北克省省长，心臟病發作。[3]
- 湯姆·派克，89歲，英國國際足球運動員和經理（阿森納、南安普頓、英格蘭）。[4]
- Mary Shane，42歲，美國職業棒球大聯盟評論員，心臟病發作。[5]

### 2日
- 邁克爾·德巴特（Michael DeBatt），38歲，甘比諾犯罪家族的美國黑幫，被謀殺。[6]
- 路易絲·麥卡倫·赫林（Louise McCarren Herring），78歲，美國人，創立了全國信用合作社協會。[7]
- Friedrich-Karl “Nasen” Müller，75歲，納粹德國空軍夜間戰鬥機王牌。[8]
- Wilhelm Schöning，79歲，納粹德國陸軍司令。[9]
- 埃爾默·塔博克斯，71歲，美國商人和政治家，德克薩斯州眾議院議員，帕金森病。[10]

### 3日
- 安德列·魯桑，76歲，法國劇作家。
- 梁实秋，84歲，中國作家、翻譯家和文學理論家。[11]

### 4日
- 奧斯卡·邦飛利奧，82歲，墨西哥國際足球運動員（馬特、墨西哥）和奧運選手。[12]
- Danielle Gaubert，44歲，法國女演員，癌症。
- 貝比·普朗克特·格林（Babe Plunket Greene），80歲，英國社交名媛。
- 威爾頓·克羅格曼，83歲，美國人類學家，維京基金獎章獲得者。[13]
- 弗朗西斯·波倫（Francis Pollen），60歲，英國建築師（沃斯修道院（Worth Abbey））。[14]
- 皮埃爾·西格斯（Pierre Seghers），81歲，法國詩人和編輯，法國抵抗運動成員。[15]
- 拉斐爾·索耶（Raphael Soyer），87歲，俄裔美國畫家，繪圖員和版畫家，癌症。[16]
- Paulin Soumanou Vieyra，62歲，塞內加爾電影導演和歷史學家。[17]

### 5日
- 伊蒙·安德魯斯（Eamonn Andrews），64歲，愛爾蘭廣播和電視節目主持人，心力衰竭。[18]
- 愛德華·巴格達薩里安，64歲，亞美尼亞作曲家。
- 奧蘭多·科斯塔斯（Orlando Costas），55歲，波多黎各福音派神學家，胃癌。[19]
- Daasarathi，62歲，印度泰卢固语詩人和作家。[20]
- 佩格·芬威克（Peg Fenwick），79歲，美國編劇和劇作家（慾望的漩渦（Whirlpool of Desire）、深鎖春光一院愁（All That Heaven Allows））。
- 喬治·弗蘭朱，75歲，法國電影製片人。[21]
- 亞瑟·施密特（Arthur Schmidt），92歲，德國軍官，斯大林格勒战役中第6集团军參謀長。[22]
- 朱麗葉·賴斯·威奇曼（Juliet Rice Wichman），86歲，夏威夷環保主義者、植物學家和作家。[23]

### 6日
- Zohar Argov，32歲，以色列歌手，被定罪的強姦犯，上吊自殺。[24]
- 羅斯·巴內特（Ross Barnett），89歲，美國政治家，密西西比州州长。[25]
- Opie Cates，78歲，美國單簧管演奏家、樂隊領隊和廣播演員。[26]
- 邁克爾·科梅，79歲，以色列外交官，以色列駐加拿大和英國大使[27]
- 阿爾文·杜威（Alvin Dewey），75歲，堪薩斯州調查局（Kansas Bureau of Investigation）美國特工，中風。[28]
- 喬治·勞倫斯，82歲，加拿大核物理學家。[29]
- Jean Rivier，91歲，法國古典音樂作曲家。

### 7日
- 阿尔内·博里，86歲，瑞典游泳運動員，5枚奧運會金牌得主和多項世界紀錄保持者。[30]
- 陈华生，45歲，美籍華裔理論和實驗物理學家（粒子物理學），白血病。[31]
- 愛琳·伊頓（Aileen Eaton），78歲，美國拳擊和職業摔跤推廣人。[32]

### 8日
- Kid Chissell，82歲，美國拳擊冠軍和演員。[33]
- 吉姆·菲茨傑拉德（Jim Fitzgerald），65歲，美國賽車手，賽車事故。[34]
- 伊恩·弗雷澤（Ian Fraser），71歲，英國政治家，國會議員。[35]
- 鮑裡斯·戈德斯坦（Boris Goldstein），64歲，蘇聯小提琴家。
- 葉夫根尼婭·哈納耶娃，66歲，蘇聯電影和舞臺女演員。
- Sakthi T. K. Krishnasamy，74歲，印度作家、編劇和作詞家。

### 9日
- Eemeli，67歲，芬蘭演員、喜劇演員和藝人。
- 阿赫塔爾·海珊（Akhtar Hussain），61歲，印度和巴基斯坦曲棍球運動員，奧運會金牌得主。[36]
- 約翰·沙爾克（Johann Schalk），84歲，出生於奧地利的納粹德國王牌飛行員。[37]
- Thengai Srinivasan，50歲，印度演員（Thillu Mullu），腦出血。

### 10日
- 盧·佈雷斯洛，87歲，美國編劇和電影導演。[38]
- 法魯克·凱撒，69歲，印度詩人。
- Seyni Kountché，56歲，尼日爾軍官，尼日爾總統，腦瘤。[39]
- Pop Momand，100歲，美國漫畫家（Keeping Up with the Joneses）。[40]
- Raymond Rohauer，62-63歲，美國電影收藏家和發行商，愛滋病（當時報告心臟病發作）。[41]
- 傑基·弗農，63歲，美國單口喜劇演員和演員（雪人FROSTY），心臟病發作。[42]

### 11日
- Charles H. Baker Jr.，91歲，美國作家，以烹飪和雞尾酒作品而聞名。
- 恩肖·庫克（Earnshaw Cook），87歲，美國賽伯計量學的支援者，心臟病發作。
- John 'Dusty' King，78歲，美國歌手和電影演員（Range Busters）。
- 錢寧·菲力浦斯（Channing E. Phillips），59歲，美國部長，民權領袖和社會活動家，癌症。[43]

### 12日
- 喬治·查特頓（George Chatterton），75歲，英國陸軍士兵，指揮滑翔機飛行員團。[44]
- 羅傑·路易斯（Roger Lewis），75歲，美國企業高管，美國空軍助理部長。[45]
- 拉斯古什·波拉德奇（Lasgush Poradeci），87歲，阿爾巴尼亞語言學家、詩人和作家。
- Cornelis Vreeswijk，50歲，荷蘭裔瑞典歌手兼作曲家、詩人和演員。[46]

### 13日
- Jayatirtha Dasa，39歲，英國 Hare Krishna，被謀殺。
- A. L. Abdul Majeed，54歲，斯裡蘭卡政治家，國會議員，被暗殺。
- Paul Neergaard，80歲，丹麥農學家、真菌學家和農學家（種子病理學）。[47]
- 約瑟夫·菲力浦斯，76歲，印度曲棍球運動員和奧運金牌得主。[48]
- 佛蘭克林·理查茲（Franklin D. Richards），86歲，美國聯邦住房管理局（U.S. Federal Housing Administration）的美國專員，耶穌基督後期聖徒教會的權威。[49]
- 哈羅德·維克（Harold Vick），51歲，美國爵士薩克斯管演奏家和長笛演奏家，心臟病發作。[50]

### 14日
- 弗里德里希·波普，77歲，德國理論物理學家。[51]
- 安·克利斯蒂，82歲，美國電影女演員，心臟病發作。
- 羅傑·弗利特伍德-赫斯基斯，85歲，英國政治家，國會議員。[52]
- Petras Griškevičius，63歲，立陶宛共產黨官員。[53]
- Hod Lisenbee，89歲，美國職業棒球大聯盟（波士頓紅襪）球員。[54]
- 彼得·門滕，88歲，荷蘭納粹戰犯。[55]

### 15日
- Ernő Goldfinger，85歲，匈牙利裔英國建築師和傢具設計師。[56]
- Shyamal Mitra，58歲，印度播放歌手和音樂總監。
- 布里吉德·萊昂斯·桑頓（Brigid Lyons Thornton），91歲，Cumann na mBan 的愛爾蘭成員，愛爾蘭自由邦軍官，心臟病發作。[57]

### 16日
- 吉姆·布魯爾，50歲，美國職業棒球大聯盟球員（洛杉矶道奇），車禍。[58]
- 特倫斯·德斯·普雷斯（Terrence Des Pres），48歲，美國作家和大屠殺學者，自殺。[59]
- 祖比爾·賽義德（Zubir Said），80歲，印尼出生的新加坡作曲家，創作了新加坡國歌，肝衰竭。[60]
- 特雷弗·斯坦普（Trevor Stamp），80歲，英國醫生和細菌學家，上議院議員。[61]

### 17日
- Ganesh Baba，97歲，印度瑜伽士。[62]
- 貝蒂·科黛（Betty Corday），75歲，美國百老匯女演員和電視製片人（我們的日子），呼吸衰竭。[63]
- 保羅·德林格，81歲，美國職業棒球大聯盟球員（辛辛那提紅人）。[64]
- 川口浩，51歲，日本電影演員。
- 格裡·洛克蘭（Gerry Lockran），45歲，英國藍調歌手、詞曲作者、詩人和吉他手，心臟病發作。
- Arthur C. Pierce，64歲，美國編劇、導演。
- Ireene Wicker，81歲，美國歌手和演員（Deadline Dramas）。[65]

### 18日
- 雅克·安克蒂尔，53歲，法國公路賽車手，五次环法自行车赛冠軍，胃癌。[66]
- 莫扎法爾·巴哈伊（Mozzafar Baghai），75歲，伊朗政治家，國會議員。
- 愛德華·博斯（Edward Both），79歲，澳大利亞醫學和軍事發明家（“鐵肺”）。[67]
- 林恩·弗里曼·奧爾森（Lynn Freeman Olson），49歲，美國作曲家。[68]
- 喬治·雷加，55歲，加拿大劇作家、演員和小說家（麗塔·喬的狂喜）。[69]
- 迪克·斯特洛，53歲，美國職業棒球大聯盟裁判，交通事故。[70]
- 科林·湯斯利（Colin Townsley），45歲，Soho消防局的英國站警官，在国王十字站大火中喪生。[71]

### 19日
- 布蘭德·布蘭沙德，95歲，美國哲學家。[72]
- 李秉喆，77歲，韓國商人，創立了三星集团。[73]
- 本·克洛普頓（Ben Clopton），81歲，美國藝術家，以動畫片而聞名。
- 喬克·科爾維爾，72歲，英國日記作者。[74]
- 諾曼·鐘斯（Norman Jones），64歲，紐西蘭政治家，國會議員，腦瘤。[75]
- 克拉拉·彼得雷拉（Clara Petrella），73歲，義大利歌劇女高音。
- 克裡斯托弗·威爾馬斯（Christopher Wilmarth），44歲，以玻璃和鋼鐵雕塑而聞名的美國藝術家，自殺。[76]

### 20日
- 克裡斯托弗·伊夫林·布朗特（Christopher Evelyn Blunt），83歲，英國商業銀行家。[77]
- 彼得·巴頓，58歲，紐西蘭救援直升機飛行員，直升機墜毀。[78]
- 海倫·格蕾絲·斯科特·基南（Helen Grace Scott Keenan），72歲，布拉柴維爾自由法國（Free France）的美國廣播員，心臟病發作。[79]

### 21日
- 亞歷克斯·迪格爾曼（Alex Diggelmann），85歲，瑞士平面藝術家和書籍設計師。[80]
- 吉姆·福爾森，79歲，美國政治家，阿拉巴馬州州長。[81]
- 伊萬·詹德爾，50歲，捷克斯洛伐克童星（搜索），糖尿病。
- 78歲的捷克醫生和流行病學家 Karel Raška 説明根除天花。

### 22日
- Verna Arvey，77歲，美國劇作家、鋼琴家和作家。
- 赫爾穆特·阿裡斯（Helmut Aris），79歲，猶太社區協會（Association of Jewish Communities）德國主席。[82]
- 赫曼加·比斯瓦斯（Hemanga Biswas），74歲，印度歌手、作曲家、作家和政治活動家。[83]
- W. Haydon Burns，75歲，美國政治家，佛羅里達州州長。[84]
- 普拉西多·多明戈·費雷爾（Plácido Domingo Ferrer），80歲，西班牙查瑞拉歌劇男中音，普拉西多·多明哥（Plácido Domingo）的父親，心臟病發作。[85]
- Raymond D. Mindlin，81歲，美國機械工程師，哥倫比亞大學應用科學教授。[86]
- 紐特·佩里，79歲，美國游泳運動員，景點推廣者和游泳教練。[87]

### 23日
- 奧爾頓·亞當斯，98歲，美國海軍樂隊指揮。[88]
- 約瑟夫·比爾（Joseph Beer），79歲，波蘭裔法國輕歌劇作曲家，歌劇和歌劇作曲家。[89]
- 山姆·吉伯特，73-74歲，美國商人，洗錢者。[90]
- 瑪西婭·亨德森，58歲，美國女演員（彼得潘）。[91]
- Solomana Kante，64-65歲，幾內亞作家、作家和教育家，西非書面字母的發明者。
- 莎拉·朗，49歲，英國女演員和電視節目主持人（Play School），癌症。[92]
- 安東尼奧·薩斯特雷，76歲，阿根廷國際足球運動員（独立竞技俱乐部，阿根廷國家足球隊）。[93]
- Rajen Tarafdar，70歲，印度電影導演、演員和編劇。
- 維克多·溫迪爾（Victor Windeyer），87歲，澳大利亞法官和軍人，澳洲高等法院法官。[94]

### 24日
- Jehane Benoît，83歲，加拿大烹飪作家、演說家、評論員、記者和廣播員。[95]
- 斯坦·漢森，71歲，英國足球運動員（博尔顿足球俱乐部）。
- 貢納爾·赫克舍爾（Gunnar Heckscher），78歲，瑞典政治學家，保守黨領袖。
- Ove Joensen，38歲，法羅群島水手和冒險家，第一個從法羅群島划船到丹麥的人，溺水身亡。
- 約翰·派克，81歲，英國政治家，國會議員。[96]
- Anton Pieck，92歲，荷蘭畫家，藝術家和平面藝術家。[97]
- 吉姆·拉塞爾，69歲，美國職業棒球大聯盟球員（匹茲堡海盜）。[98]

### 25日
- 埃德加·伯曼（Edgar Berman），72歲，美國外科醫生和作家，因厭惡女性的評論而被人們記住，心臟病發作。[99]
- 老弗朗西斯科·達盧潘（Francisco Dalupan Sr.），92歲，菲律賓東方大學（University of the East）創始人、董事長兼校長。
- 小威利·福斯特，65歲，美國藍調和聲家、歌手和詞曲作者，腎癌患者。
- 本·亨利（Ben C. Henley），80歲，美國律師和政治家，阿肯色州共和黨州主席。[100]
- 喬治·科恩戈爾德，58歲，奧地利出生的美國唱片製作人和製作人，作曲家埃里希·科恩戈尔德（Erich Korngold）的兒子，癌症。[101]
- 倫佐·馬里尼亞諾，64歲，義大利演員和電影導演。
- 詹姆斯·麥克代爾，77歲，愛爾蘭天主教神父。[102]
- Ramaswamy Parameshwaran，41歲，印度軍官，在戰鬥中陣亡。
- 哈羅德·華盛頓，65歲，美國政治家，芝加哥市長，美國眾議院議員，心臟病發作。[103]

### 26日
- Bill Giant，57歲，美國詞曲作者，為 Elvis Presley 創作。
- JP Guilford，90歲，美國心理學家（心理统计学）。[104]
- 彼得·胡亞爾（Peter Hujar），53歲，美國攝影師，愛滋病患者。[105]
- Costache Ioanid，74歲，羅馬尼亞詩人和詞曲作者。
- Thomas George Lanphier Jr.，71歲，出生於巴拿馬的二戰美國戰鬥機飛行員，癌症。[106]
- 莫頓·洛瑞，73歲，英國演員（巴斯克維爾的獵犬、翡翠谷），心力衰竭。
- Louis Macouillard，74歲，美國藝術家和商業插畫家。
- J. K. Ralston，91歲，美國畫家。
- 鄧肯·桑迪斯（Duncan Sandys），79歲，英國政治家，殖民地事務大臣。[107]
- 雷蒙德·韋斯特林（Raymond Westerling），68歲，荷兰皇家东印度陆军軍官，政變領導人，心臟驟停。[108]

### 27日
- Charline Arthur，58歲，美國布吉伍吉、藍調和搖滾樂歌手。[109]
- Girdhari Lal Dogra，72歲，印度政治家，查謨和喀什米爾立法議會議員。
- 貝比·赫爾曼，84歲，美國職業棒球大聯盟（洛杉矶道奇），肺炎和中風。[110]
- Sian Kingi，12歲，紐西蘭-澳大利亞謀殺案受害者。[111]
- John Muafangejo，44歲，納米比亞藝術家，心臟病發作。
- 莉蓮·博斯特維克·菲普斯（Lillian Bostwick Phipps），81歲，美國社交名媛，純種障礙賽馬的擁有者。[112]
- 朱利葉斯·雷伯恩（Julius Rehborn），87歲，德國跳水運動員和奧運選手。[113]
- 歐內斯特·塞文（Ernest Severn），54歲，美國兒童銀幕演員。[114]
- 甘達·辛格（Ganda Singh），87歲，印度旁遮普和錫克教歷史學家。
- Ella P. Stewart，94歲，美國藥劑師。[115]

### 28日
- 保羅·阿瑪（Paul Arma），82歲，匈牙利裔法國鋼琴家和作曲家。
- 李卓皓，74歲，美籍華裔生物化學家（生长激素），癌症。[116]
- 沃爾夫岡·利貝內納（Wolfgang Liebeneiner），82歲，德國演員、電影導演和戲劇導演。
- 蓋伊·馬克斯，64歲，美國演員、喜劇演員和歌手（喬伊·畢曉普秀）。[117]
- 伊莉莎白·莫爾德（Elisabeth Mulder），83歲，西班牙作家、詩人、翻譯家、記者和文學評論家。[118]
- 吴诸珊，39歲，新加坡芭蕾舞演員和編舞（華盛頓芭蕾舞團），愛滋病。[119]
- 瓦西裡·西特尼科夫（Vasily Sitnikov），72歲，俄羅斯畫家。[120]
- 園田一治，31歲，日本職業摔跤手，空難。
- Víctor Yturbe，51歲，墨西哥歌手，藝名“El Pirulí”，被謀殺。

### 29日
- Giuseppe Gabrielli，84歲，義大利航空工程師。[121]
- 蒙克·吉本，90-91歲，愛爾蘭詩人和作家。[122]
- 愛琳·漢德爾，85歲，英國作家和女演員，癌症。[123]
- 亞伯拉罕·卡讚，68歲，美國政治家，美國眾議院議員。[124]
- Gwendolyn MacEwen，46歲，加拿大詩人和小說家，與酗酒有關的疾病。[125]
- 約翰·霍華德·派爾，81歲，美國廣播員和政治家，亞利桑那州州長。[126]
- Aage Samuelsen，72歲，挪威傳教士，歌手和作曲家，心臟病發作。

### 30日
- 亞歷克斯·凱里（Alex Carey），64歲，澳大利亞社會心理學家，自殺。
- Simon Carmiggelt，74歲，荷蘭作家，記者和詩人，心臟病發作。
- 亞瑟·迪恩（Arthur Dean），89歲，美國公司律師和外交官。[127]
- 吉米·喬治，32歲，印度排球運動員，印度國家排球隊隊長，車禍。[128]
- 赫爾穆特·霍滕（Helmut Horten），78歲，德國企業家，Horten AG百貨連鎖店老闆。[129]
- Scrappy Lambert，86歲，美國舞樂隊主唱。
- 羅傑·曼維爾（Roger Manvell），78歲，英国电影和电视艺术学院（British Film Academy）英國導演，中風。[130]
- Hanni Rehborn，80歲，德國跳水運動員和奧運選手。[131]
- 唐·塞巴斯蒂安（Don Sebastian），76歲，墨西哥裔美國摔跤手，摔跤推廣人和電影演員。

### 日期不詳
- 維奧萊特·艾特肯（Violet Aitken），101歲，英國女性主義者。
- 瑪莎·哈裡斯（Martha Harris），68歲，英國精神分析學家。